# Charles Anderson Dana

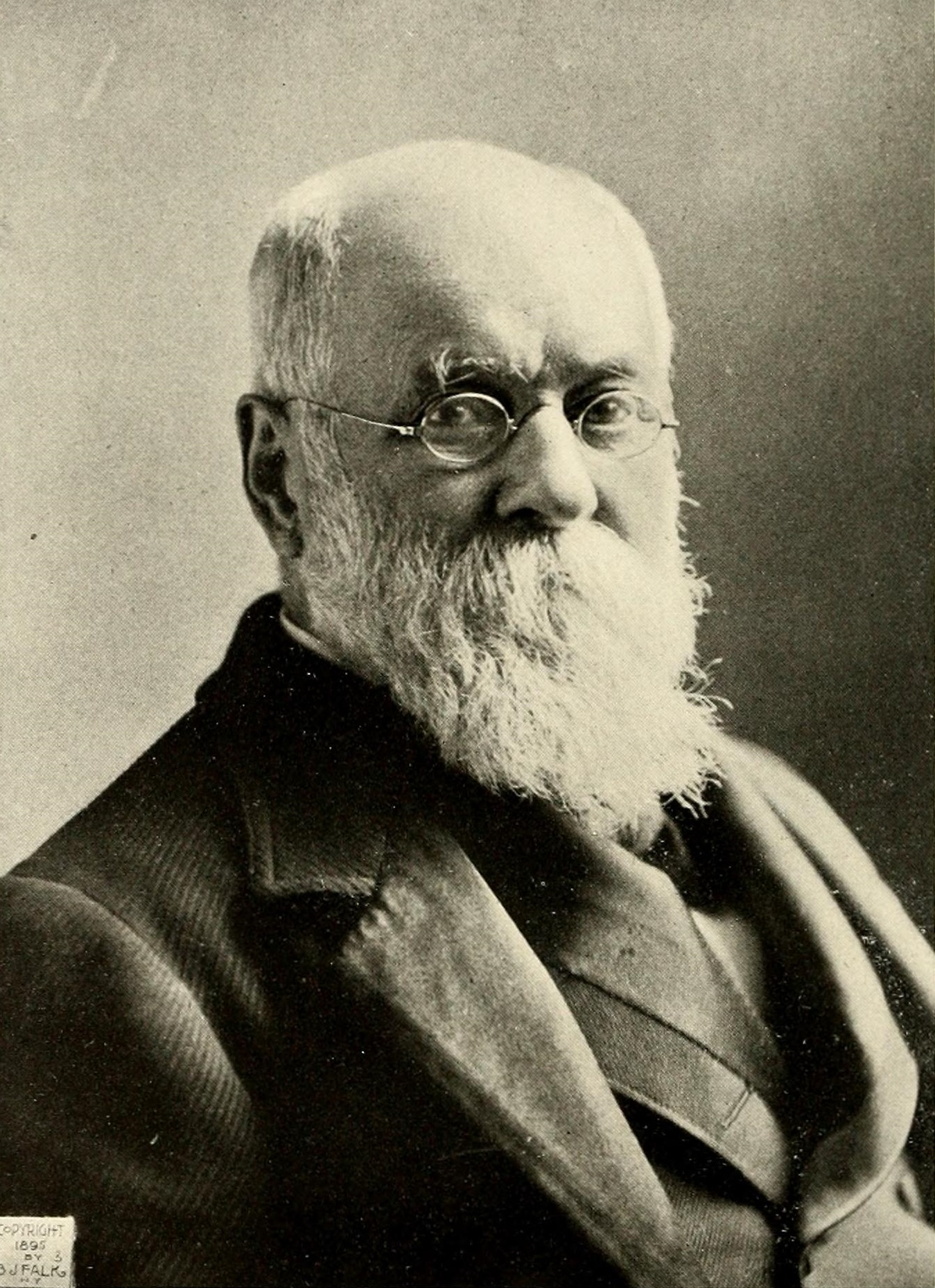
Charles Anderson Dana

Charles Anderson Dana (* 8. August 1819 in Hinsdale, Cheshire County, New Hampshire; † 17. Oktober 1897 in Long Island, New York) war ein US-amerikanischer Journalist, Politiker, Herausgeber und Lexikograf.

## Leben

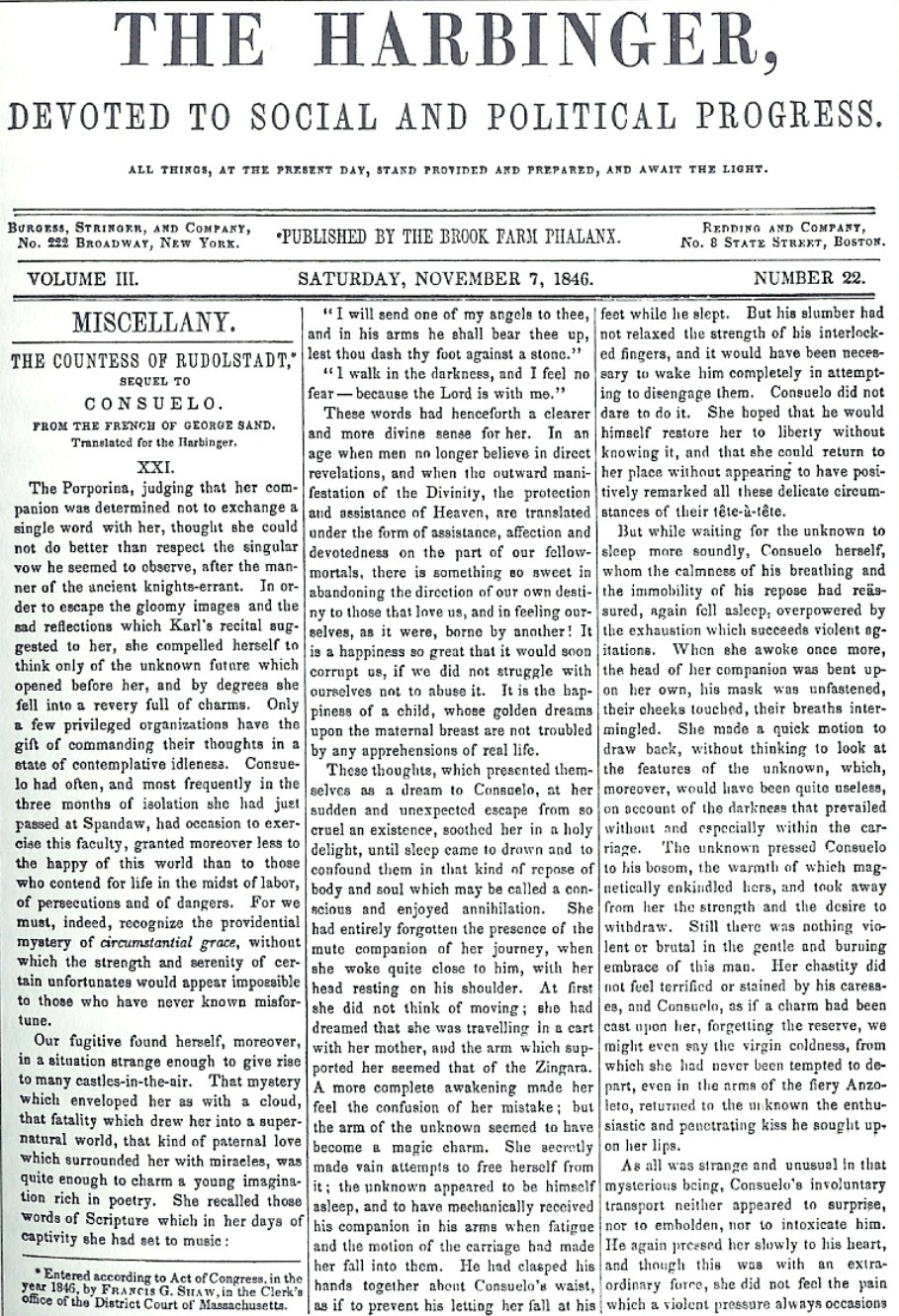
Der Harbinger vom 7. November 1846

Charles – der Sohn des Bauern und Krämers Anderson Dana (1790–1876) und dessen Ehefrau Ann Maria, geborene Dennison (1798–1828) – arbeitete von 1831 bis 1837 im Geschäft seines Onkels, eines Gemischtwarenhändlers, in Buffalo. Ab 1839 – nach Erlangung der Hochschulreife – ging er an die Harvard University und schloss 1841 das Studium als Bachelor und Master ab. 1842 suchte er die Nähe zum Transzendentalismus und fand diese in West Roxbury bei George Ripley auf der Brook Farm. Bis 1846, dem Jahr des Niedergangs der Farm – dieses fourierschen Phalansteriums – arbeitete er journalistisch an Ripleys Zeitschrift, dem Harbinger, mit. Bis zum Oktober 1847 setzten Ripley und Dana die Herausgabe jener Zeitung mit literarischen, aber auch unitären, humanitären und sozialistischen Beiträgen in New York fort. 1845 bis 1847 schrieb Dana für Elizur Wrights (1804–1885) Bostoner abolitionistische Tageszeitung Chronotype. 1847 trat Dana in die Redaktion der New York Tribune ein und korrespondierte 1848 acht Monate von Europa aus zum Thema Revolution 1848 mit dem Blatt. Dana suchte bei der Gelegenheit auch Marx und Freiligrath in Köln auf. Nach seiner Rückkehr in die Vereinigten Staaten blieb Dana bis zum 1. April 1862 als Miteigentümer und geschäftsführender Herausgeber bei der Tribune. Von 1858 bis 1863 gab Dana gemeinsam mit Ripley die 16-bändige New American Cyclopædia heraus.
Während des Bürgerkriegs war Dana von 1862 bis 1865 Stellvertretender Kriegsminister unter Präsident Lincoln und berichtete seinem Vorgesetzten Edwin M. Stanton des Öfteren von der Front – zum Beispiel über Ulysses S. Grant.  Von 1868 bis zu seinem Tode war Dana Herausgeber und Miteigentümer der New Yorker Sun.
Dana hatte 1846 die Witwe Eunice MacDaniel Dana (1824–1903) geheiratet. Das Paar bekam drei Kinder: Zoe Dana Underhill (1847–1934), Paul Dana (1852–1930) und Eunice Dana Brannan (1854–1936).
Charles Dana fand auf dem Saint Paul’s Episcopal Church Cemetery in Glen Cove die letzte Ruhe.

## Werke (Auswahl)
- Meyer’s universum or views of the most remarkable places and objects of all countries. New York 1852 (archive.org)
- The household book of poetry. 1859 (archive.org, Ausgabe New York 1903)
- The Life of Ulysses S. Grant – General of the Armies of the United States. Springfield (Massachusetts) 1868 (archive.org)
- gemeinsam mit Rossiter Johnson (1840–1931): Fifty Perfect Poems. 1883 (archive.org, Ausgabe New York 1884)
- The art of newspaper making. New York 1895 (archive.org)
- Lincoln and his Cabinet. 1896 (archive.org, Ausgabe New York 1899)
- Recollections of the civil war. 1898 (archive.org, Ausgabe New York 1902)

## Ehrung
In Hinsdale gibt es eine Charles-Dana-Brücke.